# UEFA Champions League finalen 2019
UEFA Champions League-finalen 2019 var en fodboldkamp, der blev spillet 1. juni 2019. Kampen blev afviklet på Wanda Metropolitano i den spanske hovedstad Madrid og afgjorde, hvem der vandt UEFA Champions League 2018-19. De deltagende hold var de to engelske klubber Liverpool og Tottenham Hotspur. Den var kulminationen på den 64. sæson i Europas fineste klubturnering for hold arrangeret af UEFA, og den 27. finale, siden turneringen skiftede navn fra European Champion Clubs' Cup til UEFA Champions League. For Liverpool var det den niende finale i turneringen, hvor nederlaget i 2018 var seneste gang. Tottenham havde aldrig før været i finalen. 
Kampen blev ledet af den slovenske dommer Damir Skomina. Det endte med en 2-0 sejr til Liverpool.

## Kampen
Foran 63.272 tilskuere tog Liverpool føringen efter blot 2 minutter, da klubben fik tildelt et straffespark. Egyptiske Mohamed Salah tog ansvaret og scorede. Efter 87 minutter cementerede Liverpool sejren, da Divock Origi øgede føringen til 2-0. Tottenham var ikke i stand til at score, og Liverpool kunne med sejren på 2-0 sikre sig sin sjette Champions League-titel.

## Spillested
For første gang nogensinde blev der den 9. december 2016 indledt en åben budproces af UEFA, så medlemslandenes nationale fodboldforbund kunne byde ind på lokaliteter til afvikling af finalerne i klubkonkurrencefinalerne. (UEFA Champions League, UEFA Europa League, UEFA Women's Champions League og UEFA Super Cup). Forbundene havde indtil juni 2017 for at udtrykke interesse. UEFA meddelte den 3. februar 2017, at følgende to lokaliteter indgav bud for afholdelse af finalen i UEFA Champions League:
- Wanda Metropolitano, Madrid
- Baku Olympic Stadium, Baku

UEFAs eksklusiv-komite besluttede på et møde i september 2017, at finalen skulle spilles på Wanda Metropolitano.